# Válvula aórtica bicúspide
La Válvula aórtica bicúspide es un defecto congénito en el que la válvula aórtica tiene solo dos valvas (bicúspide) en vez de tres (tricúspide), producido normalmente por la fusión de dos de las valvas. En circunstancias normales, la válvula mitral es la única válvula cardiaca bicúspide. Las válvulas cardíacas son cruciales para asegurar el flujo unidireccional de la sangre de las aurículas a los ventrículos o de los ventrículos a la aorta o al tronco pulmonar. En concreto, la función de la válvula aórtica es impedir el flujo retrógrado de la sangre desde la aorta al ventrículo izquierdo.

Válvula aórtica normal

## Composición
La válvula aórtica es duplicatura de endocardio constituida por tres membranas finas y resistentes a la tensión. Dos valvas que forman parte de la válvula se abren mientras una sístole para que la sangre del ventrículo salga a la aorta.

## Clasificación
Según la presencia de rafes-líneas producidas por la fusión embriológica de dos estructuras- podemos clasificarla en tres tipos:

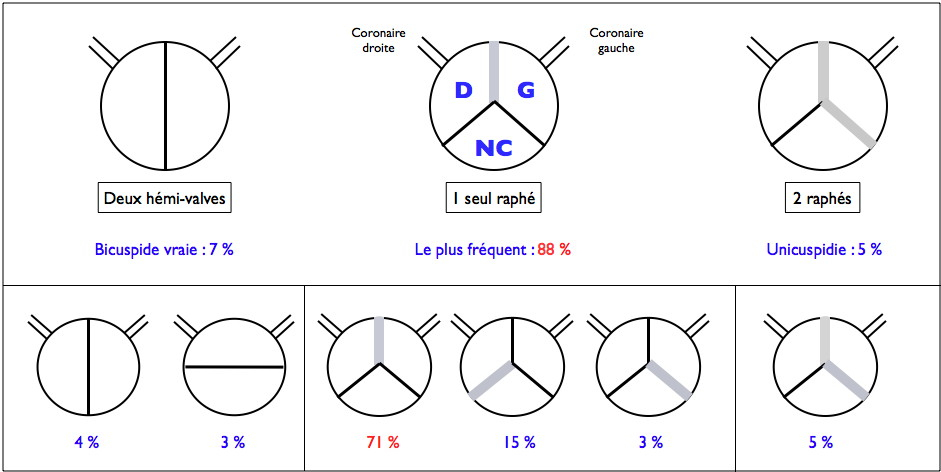
La clasificación de la válvula aórtica bicúspide

- Tipo 0: Válvula aórtica bicúspide “real” con dos valvas simétricas y sin rafes. Presente en el siete por ciento de todos los casos tratados. La dispón de las valvas puede ser lateral (derecha e izquierda) o antero posterior.
- Tipo 1: Válvula tricúspide con un rafe. Existen tres valvas anatómicas pero dos valvas funcionales por la fusión de dos de ellas. Es el tipo más común con un 88 por ciento de prevalencia. La mayoría (71 por ciento) tiene el rafe entre las coronarianas derecha e izquierda.
- Tipo 2: Válvula tricúspide con dos rafes. Existen tres valvas anatómicas pero dos valvas funcionales causado por la fusión de las tres valvas. Representa el cinco por ciento de los casos. Siempre se trata de la fusión de la valva coronaria  izquierda con el borde de la coronaria derecha y de valva coronaria izquierda con el borde de la valva posterior.

## Epidemiología
Entre 1-2% de la población tiene una válvula aórtica bicúspide, aunque la condición es casi dos veces más común en varones. La válvula aórtica bicúspide se considera una condición heredable, con una asociación demostrada al gen de la proteína Notch 1. En aquellas familias afectadas con el problema pueden tener una incidencia de hasta el 10%.

## Clínica
En muchos casos, el trastorno no causa problemas. Sin embargo, especialmente en la vejez, la válvula aórtica puede calcificarse, lo cual puede causar estenosis aórtica de diversos grados de severidad así como insuficiencia aórtica, lo cual se manifiesta como ruidos a la auscultación. Si llegase a ser lo suficientemente severo, puede requerir cirugía. La gente con la válvula aórtica bicúspide puede cansarse más fácilmente que la gente con función normal de la válvula. Tampoco por su malfuncionamiento del corazón puede mantener la forma física para las actividades intensivos.

## Diagnóstico, tratamiento y prognosis
La válvula aórtica bicúspide no es fácil que pueda ser diagnosticada con un electrocardiograma en pacientes con murmullos cardíacos. Porque las válvulas de tipo 2 y tres tienen la misma arquitectura que la válvula normal, a veces es difícil diagnosticarla. Una prueba más precisa para su diagnóstico, consiste en efectuar un ecocardiograma, lo que da una visión casi tridimensional del cuerpo cardíaco completo. Asimismo, el diagnóstico evidente se logra con la aplicación de un TAC (tomografía axial computarizada).
La mayoría de los pacientes con válvula aórtica bicúspide, cuya válvula llega a la disfunción necesitan un cercano seguimiento por un cardiólogo o cirujano con especial interés en valvulopatías y, potencialmente sean candidatos al reemplazo de la válvula en su tercera o cuarta década de vida.

## Aorta
Otro factor importante es que la aorta en pacientes con una válvula aórtica bicúspide no es normal, en especial por no tener las mismas características histológicas de una aorta normal. La fuerza de tensión está reducida, aumentando el riesgo para el paciente de una disección aórtica o la formación de una aneurisma en la aorta ascendente. El tamaño de la aorta proximal debe ser cuidadosamente evaluada durante la evaluación del paciente. Es recomendable que el diámetro inicial de la aorta sea anotada y comparada con mediciones periódicas -anuales o más a menudo con cambios del diámetro aórtico. Si el paciente requiere ser operado, el tamaño de la aorta determinará el tipo de cirugía a ser ofrecida. Adicional a ello, los pacientes con una válvula aórtica bicúspide tienen un mayor riesgo de coartación aórtica, es decir, una estrechéz anormal de la aorta torácica.